# Magdalena Malm
Magdalena Malm är en svensk konstkurator och konsult i utvecklingsfrågor inom kulturområdet. Malm är född 1970 i Perth Australien, uppväxt i Göteborg och bosatt i Stockholm.
Magdalena Malm utbildade sig i bland annat litteraturvetenskap vid Stockholms universitet med en fil.kand.-examen samt i curatorsarbete med en magisterexamen vid Goldsmiths College. 
Magdalena Malm är för närvarande tf Generalsekreterare för Bildkonst Sverige. Mellan 2012 och 2019 var hon chef för Statens konstråd. Hon grundade och drev den fria konstplattformen MAP, Mobile Art Production, i Stockholm och Göteborg 2007-2012 och har curearat utställningar bland annat på Moderna Museet och Venedigbiennalen. Malm har arbetat som curator och som projektledare på Iaspis. 